# Everybody Funky
Everybody Funky è un singolo del gruppo musicale italiano Ridillo pubblicato il 28 marzo 2015.
È il primo brano inedito che i Ridillo realizzano dopo una pausa di quasi tre anni dopo l'uscita di More amore, e anticipa l'uscita del box 1995-2015 Funk Made in Italy in cui verrà incluso. Verrà più avanti inserito anche nell'album Pronti, Funky, Via!. A partire dal 17 aprile viene inviato alle radio per la promozione.

## Tracce

### download digitale
1. Everybody Funky – 3:06